# Ademola Lookman
Ademola Olajade Lookman (Londra, 20 ottobre 1997) è un calciatore inglese naturalizzato nigeriano, attaccante dell'Atalanta e della nazionale nigeriana.
Cresciuto nel Charlton, ha giocato con Everton, Lipsia, Fulham e Leicester City, prima di affermarsi con l'Atalanta, con cui ha vinto una UEFA Europa League nel 2023-2024. Dopo aver giocato con le giovanili della nazionale inglese, dal 2022 rappresenta la nazionale nigeriana.
A livello individuale è stato nominato Calciatore africano dell'anno nel 2024. È uno dei cinque giocatori capaci di realizzare una tripletta in una finale delle coppe europee confederali, assieme a Ferenc Puskás, Alfredo Di Stéfano, Pierino Prati e Jupp Heynckes, e il secondo, dopo lo stesso Heynckes, in Coppa UEFA/Europa League.

## Biografia
Nel luglio del 2025, è stato uno dei sei giocatori della nazionale maschile nigeriana a donare l'equivalente di un milione di naira a ciascuna delle 24 giocatrici della rosa della nazionale femminile vincitrice della Coppa d'Africa dello stesso anno.

## Carriera

### Club

#### Charlton
Cresciuto nelle giovanili del Charlton, Lookman esordisce in prima squadra il 3 novembre 2015 perdendo per 1-0 contro il MK Dons.
Il 5 dicembre segna la prima rete da professionista contro il Brighton, portando al temporaneo vantaggio, ma subendo una sconfitta per 3-2. Realizza la sua prima doppietta il 15 dicembre contro il Bolton pareggiando per 2-2. La prima volta che riesce a realizzare un gol in una vittoria avviene il 30 gennaio 2016, con la rete del 4-1 contro il Rotherham United. Durante la FA Cup segna due reti battendo per 3-1 il Scunthorpe Utd.

#### Everton e RB Lipsia
Il 5 gennaio 2017 passa all'Everton. Il 15 gennaio esordisce in Premier League contro il Manchester City subentrando al novantesimo minuto al posto di Ross Barkley, segnando la rete del definitivo 4-0. Il 7 dicembre 2017 segna la prima rete e la prima doppietta in una competizione europea, durante l'ultimo match della fase a gironi di Europa League contro l'Apollōn Limassol prevalendo per 3-0.
Il 31 gennaio 2018 viene ceduto in prestito all'RB Lipsia, con il suo gol la squadra batte per 1-0 il Borussia Mönchengladbach, sigla una rete nella goleada contro l'Hertha Berlino vincendo per 6-2, e segna una doppietta sconfiggendo il Wolfsburg. A fine prestito fa ritorno ai toffees, con cui però si infortuna immediatamente al ginocchio destro, rimanendo fuori fino ad aprile e riuscendo a giocare soltanto una partita. Il 25 luglio 2019 fa ritorno all'RB Lipsia, questa volta a titolo definitivo per 18 milioni di euro.

#### Fulham e Leicester City
Il 30 settembre 2020 viene ceduto in prestito al Fulham. Il suo primo gol lo segna nel pareggio per 1-1 con il Sheffield Utd, ed è autore di una rete che contribuisce al 2-1 contro il Leicester City; con lo stesso risultato si conclude la partita contro il Manchester United, dove Lookman apre le marcature, perdendo però in rimonta. Il 31 agosto 2021 viene ceduto nuovamente in prestito, questa volta al Leicester City, segna la sua prima rete il 22 settembre battendo per 2-0 il Millwall, mentre il 27 ottobre segna nel pareggio per 2-2 contro il Brighton, dove ai rigori il Leicester City vince per 4-2. Nell'edizione 2021-2022 della Premier League segna il gol del 4-2 sconfiggendo il Watford, è autore di una rete nella vittoria per 2-1 contro il Crystal Palace; inoltre con un gol di Lookman la squadra sconfigge per 1-0 il Liverpool.

#### Atalanta
Il 4 agosto 2022 viene ceduto a titolo definitivo all'Atalanta per circa 12 milioni di euro, bonus compresi. Con il club bergamasco debutta il 13 agosto, nella partita inaugurale della Serie A disputata in trasferta contro la Sampdoria, realizzando il gol del definitivo 0-2. Il 15 gennaio 2023 sigla la prima doppietta con la maglia degli orobici, nella vittoria casalinga per 8-2 contro la Salernitana. Segna anche al debutto in Coppa Italia, realizzando una doppietta contro lo Spezia nella sfida degli ottavi di finale giocata il 19 gennaio 2023 e vinta dagli orobici per 5-2. Chiude la sua prima stagione italiana con 13 reti in campionato.
La stagione 2023-2024 vede Lookman rivelarsi decisivo soprattutto in Europa League, dove realizza cinque gol, fra cui la tripletta con cui i nerazzurri battono per 3-0 in finale il Bayer Leverkusen, aggiudicandosi una competizione europea per la prima volta nella loro storia. Nell'occasione, l'attaccante stabilisce diversi record: diventa il primo giocatore africano a segnare una tripletta in una finale di una coppa europea, il primo (indipendentemente dalla nazionalità) in una finale di UEFA Europa League, il quinto in una finale di una qualsiasi coppa europea confederale (dopo Ferenc Puskás, Alfredo di Stéfano, Pierino Prati e Jupp Heynckes), il terzo rappresentando una squadra italiana in una finale europea (dopo Gunnar Nordahl nella Coppa Latina 1951 e lo stesso Prati nella Coppa dei Campioni 1968-1969) e il secondo giocatore dell'Atalanta a segnare tre gol nella finale di una coppa (dopo Angelo Domenghini nella finale di Coppa Italia 1962-1963). Le prestazioni offerte durante quest'annata gli varranno il 14º posto nella classifica del Pallone d'oro. Durante la stessa stagione vince inoltre il premio di Miglior calciatore africano del 2024.
Il 2 ottobre 2024 mette a segno la sua prima rete in UEFA Champions League nel successo per 3-0 in casa dello Šachtar.

### Nazionale

#### Nazionali giovanili inglesi
Nato in Inghilterra da genitori nigeriani, Lookman è convocabile da entrambi i paesi.
Il 16 maggio 2016 viene convocato dalla nazionale inglese Under-19 per delle partite contro il Messico. Viene convocato nel 2016 per l'europeo Under-19. Nel 2017 è nella lista dei 23 convocati per il mondiale Under-20 che l'Inghilterra riesce a vincere. La doppietta di Lookman consente di vincere per 2-1 contro la Costa Rica, segna una rete anche in semifinale contro l'Italia, battuta per 3-1.

#### Nazionale maggiore nigeriana
Nel gennaio 2020 mostra il proprio interesse verso la nazionale nigeriana, salvo poi dichiarare il mese successivo di aspettare prima una chiamata dall'Inghilterra. Nel febbraio 2022 decide definitivamente di rappresentare la Nigeria, con cui esordisce il 25 marzo dello stesso anno nel pareggio per 0-0 in casa del Ghana. Il 13 giugno 2022 realizza la sua prima rete con la Nigeria, nel successo per 0-10 in casa di São Tomé e Príncipe. Nella Coppa d'Africa vince la medaglia d'argento: il 27 gennaio 2024, agli ottavi di finale contro il Camerun (2-0), realizza la sua prima doppietta in nazionale e segna la rete decisiva anche ai quarti contro l'Angola (1-0).

## Statistiche

### Presenze e reti nei club
Statistiche aggiornate al 12 maggio 2025.
| Stagione         | Squadra          | Campionato       | Campionato | Campionato | Coppe nazionali | Coppe nazionali | Coppe nazionali | Coppe continentali | Coppe continentali | Coppe continentali | Altre coppe | Altre coppe | Altre coppe | Totale | Totale |
| Stagione         | Squadra          | Comp             | Pres       | Reti       | Comp            | Pres            | Reti            | Comp               | Pres               | Reti               | Comp        | Pres        | Reti        | Pres   | Reti   |
| ---------------- | ---------------- | ---------------- | ---------- | ---------- | --------------- | --------------- | --------------- | ------------------ | ------------------ | ------------------ | ----------- | ----------- | ----------- | ------ | ------ |
| 2015-2016        | Charlton         | FLC              | 24         | 5          | FACup+CdL       | 0+0             | 0+0             | -                  | -                  | -                  | -           | -           | -           | 24     | 5      |
| 2016-gen. 2017   | Charlton         | FL1              | 21         | 5          | FACup+CdL       | 3+1             | 2+0             | -                  | -                  | -                  | -           | -           | -           | 25     | 7      |
| Totale Charlton  | Totale Charlton  | Totale Charlton  | 45         | 10         |                 | 4               | 2               |                    | -                  | -                  |             | -           | -           | 49     | 12     |
| gen.-giu. 2017   | Everton          | PL               | 8          | 1          | FACup+CdL       | 0+0             | 0+0             | -                  | -                  | -                  | -           | -           | -           | 8      | 1      |
| 2017-gen. 2018   | Everton          | PL               | 7          | 0          | FACup+CdL       | 1+2             | 0+0             | UEL                | 6                  | 2                  | -           | -           | -           | 16     | 2      |
| gen.-giu. 2018   | RB Lipsia        | BL               | 11         | 5          | CG              | -               | -               | -                  | -                  | -                  | -           | -           | -           | 11     | 5      |
| 2018-2019        | Everton          | PL               | 21         | 0          | FACup+CdL       | 2+1             | 1+0             | -                  | -                  | -                  | -           | -           | -           | 24     | 1      |
| Totale Everton   | Totale Everton   | Totale Everton   | 36         | 1          |                 | 6               | 1               |                    | 6                  | 2                  |             | -           | -           | 48     | 4      |
| 2019-2020        | RB Lipsia        | BL               | 11         | 0          | CG              | 1               | 0               | UCL                | 1                  | 0                  | -           | -           | -           | 13     | 0      |
| Totale RB Lipsia | Totale RB Lipsia | Totale RB Lipsia | 22         | 5          |                 | 1               | 0               |                    | 1                  | 0                  |             | -           | -           | 24     | 5      |
| 2020-2021        | Fulham           | PL               | 34         | 4          | FACup+CdL       | 0+1             | 0+0             | -                  | -                  | -                  | -           | -           | -           | 35     | 4      |
| 2021-2022        | Leicester City   | PL               | 26         | 6          | FACup+CdL       | 2+2             | 0+2             | UEL+UECL           | 4+8                | 0+0                | -           | -           | -           | 42     | 8      |
| 2022-2023        | Atalanta         | A                | 31         | 13         | CI              | 2               | 2               | -                  | -                  | -                  | -           | -           | -           | 33     | 15     |
| 2023-2024        | Atalanta         | A                | 31         | 11         | CI              | 3               | 1               | UEL                | 11                 | 5                  | -           | -           | -           | 45     | 17     |
| 2024-2025        | Atalanta         | A                | 30         | 15         | CI              | 0               | 0               | UCL                | 7                  | 5                  | SI+SU       | 1+1         | 0+0         | 39     | 20     |
| Totale Atalanta  | Totale Atalanta  | Totale Atalanta  | 92         | 39         |                 | 5               | 3               |                    | 18                 | 10                 |             | 2           | 0           | 117    | 52     |
| Totale carriera  | Totale carriera  | Totale carriera  | 255        | 65         |                 | 21              | 8               |                    | 37                 | 12                 |             | 2           | 0           | 315    | 85     |

### Cronologia presenze e reti in nazionale
| Cronologia completa delle presenze e delle reti in nazionale ― Nigeria | Cronologia completa delle presenze e delle reti in nazionale ― Nigeria | Cronologia completa delle presenze e delle reti in nazionale ― Nigeria | Cronologia completa delle presenze e delle reti in nazionale ― Nigeria | Cronologia completa delle presenze e delle reti in nazionale ― Nigeria | Cronologia completa delle presenze e delle reti in nazionale ― Nigeria | Cronologia completa delle presenze e delle reti in nazionale ― Nigeria | Cronologia completa delle presenze e delle reti in nazionale ― Nigeria |
| Data                                                                   | Città                                                                  | In casa                                                                | Risultato                                                              | Ospiti                                                                 | Competizione                                                           | Reti                                                                   | Note                                                                   |
| ---------------------------------------------------------------------- | ---------------------------------------------------------------------- | ---------------------------------------------------------------------- | ---------------------------------------------------------------------- | ---------------------------------------------------------------------- | ---------------------------------------------------------------------- | ---------------------------------------------------------------------- | ---------------------------------------------------------------------- |
| 25-3-2022                                                              | Kumasi                                                                 | Ghana                                                                  | 0 – 0                                                                  | Nigeria                                                                | Qual. Mondiali 2022                                                    | -                                                                      | 74’                                                                    |
| 29-3-2022                                                              | Abuja                                                                  | Nigeria                                                                | 1 – 1                                                                  | Ghana                                                                  | Qual. Mondiali 2022                                                    | -                                                                      | 61’                                                                    |
| 9-6-2022                                                               | Abuja                                                                  | Nigeria                                                                | 2 – 1                                                                  | Sierra Leone                                                           | Qual. Coppa d'Africa 2023                                              | -                                                                      | 82’                                                                    |
| 13-6-2022                                                              | Agadir                                                                 | São Tomé e Príncipe                                                    | 0 – 10                                                                 | Nigeria                                                                | Qual. Coppa d'Africa 2023                                              | 1                                                                      | 71’                                                                    |
| 27-9-2022                                                              | Bir El Djir                                                            | Algeria                                                                | 2 – 1                                                                  | Nigeria                                                                | Amichevole                                                             | -                                                                      | 65’                                                                    |
| 17-11-2022                                                             | Lisbona                                                                | Portogallo                                                             | 4 – 0                                                                  | Nigeria                                                                | Amichevole                                                             | -                                                                      | 46’                                                                    |
| 24-3-2023                                                              | Abuja                                                                  | Nigeria                                                                | 0 – 1                                                                  | Guinea-Bissau                                                          | Qual. Coppa d'Africa 2023                                              | -                                                                      | 46’                                                                    |
| 10-9-2023                                                              | Uyo                                                                    | Nigeria                                                                | 6 – 0                                                                  | São Tomé e Príncipe                                                    | Qual. Coppa d'Africa 2023                                              | 1                                                                      |                                                                        |
| 13-10-2023                                                             | Portimão                                                               | Arabia Saudita                                                         | 2 – 2                                                                  | Nigeria                                                                | Amichevole                                                             | -                                                                      | 66’                                                                    |
| 16-10-2023                                                             | Albufeira                                                              | Mozambico                                                              | 2 – 3                                                                  | Nigeria                                                                | Amichevole                                                             | -                                                                      | 61’                                                                    |
| 16-11-2023                                                             | Uyo                                                                    | Nigeria                                                                | 1 – 1                                                                  | Lesotho                                                                | Qual. Mondiali 2026                                                    | -                                                                      | 59’                                                                    |
| 8-1-2024                                                               | Abu Dhabi                                                              | Guinea                                                                 | 2 – 0                                                                  | Nigeria                                                                | Amichevole                                                             | -                                                                      | 83’                                                                    |
| 14-1-2024                                                              | Abidjan                                                                | Nigeria                                                                | 1 – 1                                                                  | Guinea Equatoriale                                                     | Coppa d'Africa 2023 - 1º turno                                         | -                                                                      |                                                                        |
| 18-1-2024                                                              | Abidjan                                                                | Costa d'Avorio                                                         | 0 – 1                                                                  | Nigeria                                                                | Coppa d'Africa 2023 - 1º turno                                         | -                                                                      | 79’                                                                    |
| 22-1-2024                                                              | Abidjan                                                                | Guinea-Bissau                                                          | 0 – 1                                                                  | Nigeria                                                                | Coppa d'Africa 2023 - 1º turno                                         | -                                                                      | 80’                                                                    |
| 27-1-2024                                                              | Abidjan                                                                | Nigeria                                                                | 2 – 0                                                                  | Camerun                                                                | Coppa d'Africa 2023 - Ottavi di finale                                 | 2                                                                      |                                                                        |
| 2-2-2024                                                               | Abidjan                                                                | Nigeria                                                                | 1 – 0                                                                  | Angola                                                                 | Coppa d'Africa 2023 - Quarti di finale                                 | 1                                                                      | 90+5’                                                                  |
| 7-2-2024                                                               | Bouaké                                                                 | Nigeria                                                                | 1 – 1 dts (4 – 2 dtr)                                                  | Sudafrica                                                              | Coppa d'Africa 2023 - Semifinale                                       | -                                                                      | 102’                                                                   |
| 11-2-2024                                                              | Abidjan                                                                | Nigeria                                                                | 1 – 2                                                                  | Costa d'Avorio                                                         | Coppa d'Africa 2023 - Finale                                           | -                                                                      | 79’                                                                    |
| 22-3-2024                                                              | Marrakech                                                              | Ghana                                                                  | 1 – 2                                                                  | Nigeria                                                                | Amichevole                                                             | 1                                                                      | 79’                                                                    |
| 26-3-2024                                                              | Marrakech                                                              | Mali                                                                   | 2 – 0                                                                  | Nigeria                                                                | Amichevole                                                             | -                                                                      | 73’                                                                    |
| 7-6-2024                                                               | Uyo                                                                    | Nigeria                                                                | 1 – 1                                                                  | Sudafrica                                                              | Qual. Mondiali 2026                                                    | -                                                                      |                                                                        |
| 10-6-2024                                                              | Abidjan                                                                | Benin                                                                  | 2 – 1                                                                  | Nigeria                                                                | Qual. Mondiali 2026                                                    | -                                                                      |                                                                        |
| 7-9-2024                                                               | Uyo                                                                    | Nigeria                                                                | 3 – 0                                                                  | Benin                                                                  | Qual. Coppa d'Africa 2025                                              | 2                                                                      | 52’                                                                    |
| 10-9-2024                                                              | Kigali                                                                 | Ruanda                                                                 | 0 – 0                                                                  | Nigeria                                                                | Qual. Coppa d'Africa 2025                                              | -                                                                      | 90+3’                                                                  |
| 11-10-2024                                                             | Uyo                                                                    | Nigeria                                                                | 1 – 0                                                                  | Libia                                                                  | Qual. Coppa d'Africa 2025                                              | -                                                                      | 90+2’                                                                  |
| 14-11-2024                                                             | Abidjan                                                                | Benin                                                                  | 1 – 1                                                                  | Nigeria                                                                | Qual. Coppa d'Africa 2025                                              | -                                                                      | 90+1’                                                                  |
| 21-3-2025                                                              | Kigali                                                                 | Ruanda                                                                 | 0 – 2                                                                  | Nigeria                                                                | Qual. Mondiali 2026                                                    | -                                                                      |                                                                        |
| 25-3-2025                                                              | Uyo                                                                    | Nigeria                                                                | 1 – 1                                                                  | Zimbabwe                                                               | Qual. Mondiali 2026                                                    | -                                                                      |                                                                        |
| Totale                                                                 |                                                                        | Presenze                                                               | 29                                                                     |                                                                        | Reti                                                                   | 8                                                                      |                                                                        |

## Palmarès

### Club
- UEFA Europa League: 1

Atalanta: 2023-2024

### Nazionale
- Campionato mondiale Under-20: 1

2017

### Individuale
- Squadra della stagione della UEFA Europa League: 1

2023-2024
- Calciatore africano dell'anno: 1

2024